# Inmunodeficiencia combinada grave
La inmunodeficiencia combinada severa (IDCG) (llamada en inglés SCID, severe combined immunodeficiency) es un tipo de inmunodeficiencia primaria (o genética). El adjetivo de "combinada" significa que están afectado tanto elementos de la inmunidad humoral, como de la inmunidad celular. Se define como una linfopenia de linfocitos T CD3. El grupo de expertos de la OMS han clasificado las SCID en dos subgrupos: los que carecen de linfocitos B, y los que tienen linfocitos B. Dentro de ambos grupos, se definen diferentes patologías, en función de la presencia/ausencia de linfocitos NK.

## Síntomas
La inmunodeficiencia combinada severa puede estar provocada por más de 10 defectos genéticos diferentes, que afectan a diferentes proteínas del sistema inmune, cada uno de ellos presenta unas características clínicas específicas. Los síntomas comienzan normalmente en el primer año de vida. En general los primeros síntomas son infecciones respiratorias frecuentes y graves como neumonía y episodios recurrentes de diarrea de causa infecciosa; pero también son frecuentes otras infecciones como las otitis, meningitis, sepsis, etc.

## Tipos
Existen diversas variantes de la enfermedad, cada una de ellas presenta características específicas:

### Déficits T-B+
- Inmunodeficiencia combinada severa ligada al cromosoma X. Es la forma más frecuente.[2]
- Déficit de Jak-3
- Déficits de las proteínas de CD3

### Déficits T-B-
- Déficits de RAG y  Síndrome de Omenn.[3]
- Disgenesia reticular.[4][5]
- Inmunodeficiencia combinada severa por déficit de adenosina desaminasa (ADA).

Otra categoría dentro de este grupo de Inmunodeficiencias combinadas (inmunidad celular y humoral) son aquellas menos severas, y entre las que se encuentran los síndromes de linfocito desnudo (por falta de expresión de moléculas HLA de clase I o clase II)

## Diagnóstico precoz

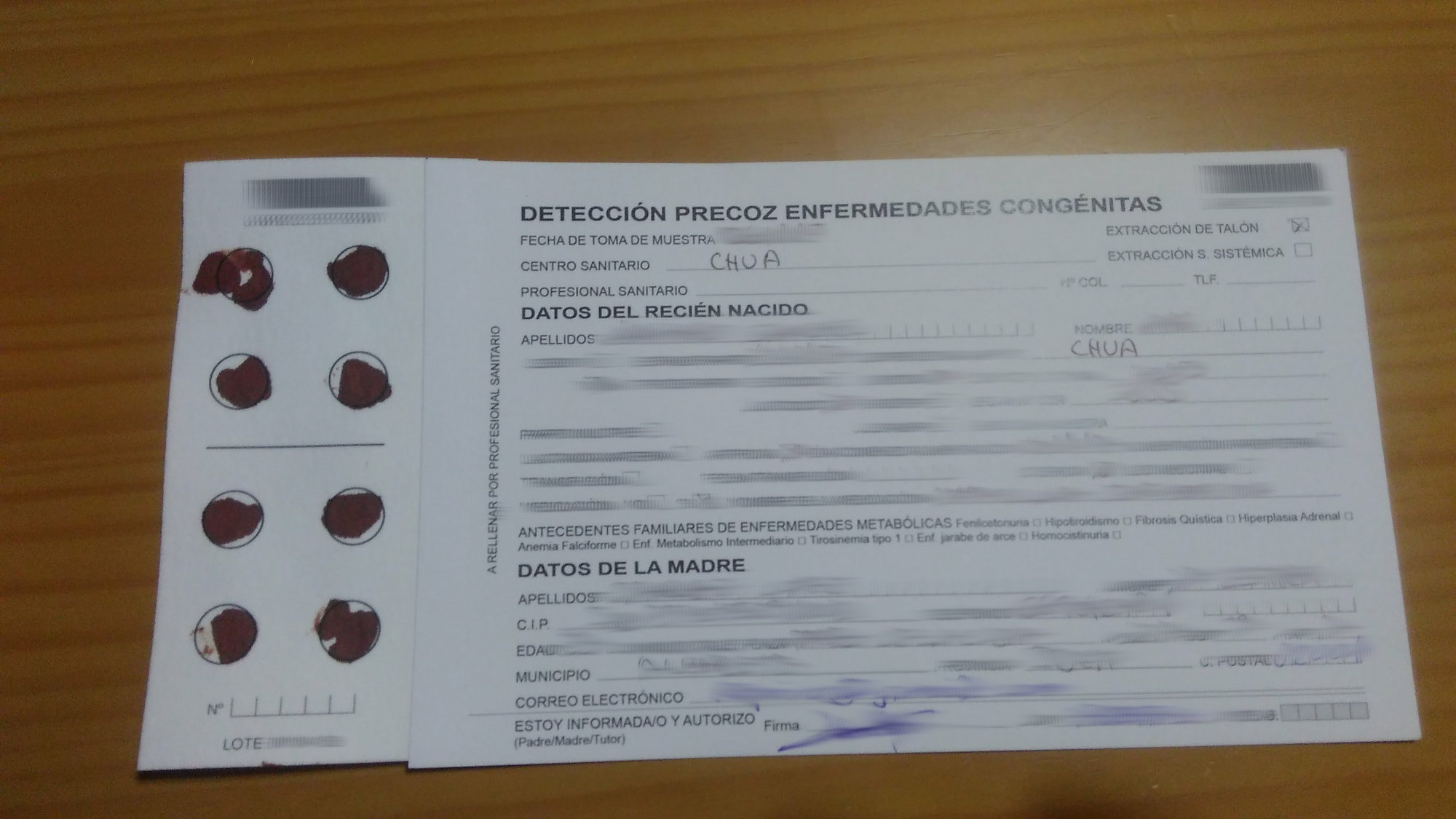
En las muestras de sangre que se realizan de modo postnatal, llamada "prueba del talón" se puede realizar el cribado neonatal de las Inmunodeficiencias primarias combinadas.

### Prenatal
Se puede prevenir la enfermedad, en caso de ser conocidos los antecedentes genéticos. De modo que ante un embarazo de riesgo es posible realizar un diagnóstico prenatal.

### Postnatal
El diagnóstico precoz también es de mucha utilidad a la hora de abordar el tratamiento. Hay ya pruebas del talón, que permiten detectar la escisión de TRECs (ADN circular de escisión del receptor de la célula T) y KRECs (ADN circular de escisión de la recombinación de kappa). Estas técnicas de detección precoz se han introducido en el cribado neonatal de muchos países, lo que permite plantear un abordaje terapéutico temprano.

## Tratamiento
El mejor tratamiento curativo es realizar un trasplante de precursores hematopoyéticos obtenidos de médula ósea, de sangre periférica o de cordón umbilical. La principal limitación de esta terapia, es la falta de donante compatible. Se prefieren normalmente que el donante sea un hermanos HLA idénticos. Si esto no es posible se recurre a bancos de donantes internacionales.
Alternativamente, el otro tratamiento curativo es la terapia génica. El déficit de ADA (un tipo de inmunodeficiencia combinada severa) fue la primera enfermedad genética en las que se utilizó esta técnica. Se seleccionó esta enfermedad por tratarse de una causa severa de  inmunodeficiencia, por producir la muerte antes de los 2 años de edad (enfermedad letal) y por tener hasta ese momento un tratamiento poco eficaz (los pacientes se trataban con ADA-PEG, moléculas de adenosina desaminasa con polietilenglicol, para aumentar su vida media) o mediante el ya citado trasplante de médula, si se disponía de un donante compatible. Además era un buen candidato para terapia génica puesto que el gen se encuentra clonado y caracterizado. Hasta 1993 se trató a unos 15 niños con terapia génica. Aunque se detectaron células transfectadas hasta 3 años después de la terapia, la terapia no fue un éxito en los primeros ensayos. Pero se han mejorado los protocolos, obtenidos beneficios clínicos más largos, y es una de los abordajes terapéuticos de elección.